# پیوتر شولکین
پیوتر شولکین (لهستانی: Piotr Szulkin؛ تلفظ لهستانی: [ˈpjɔtr ˈʂulkʲin]؛ زادهٔ ۲۶ آوریل ۱۹۵۰ – درگذشتهٔ ۵ اوت ۲۰۱۸) کارگردان فیلم، بازیگر، فیلم‌نامه‌نویس، و کارگردان نمایش اهل لهستان بود.
از فیلم‌ها یا مجموعه‌های تلویزیونی که وی در آن‌ها نقش داشته‌است، می‌توان به او-بی، او-با: پایان تمدن و گا، گا، درود بر قهرمانان اشاره نمود.